# Altes Palais (Belgrad)
Das Alte Palais (serbisch Стари двор Stari dvor) an der Dragoslava-Jovanovića-Straße in Belgrad ist eine ehemalige Residenz der Könige von Jugoslawien. Es dient seit 1961 als Sitz der Versammlung der Stadt Belgrad und liegt gegenüber dem Neuen Palais.

## Geschichte
Die Geschichte des ersten Palastkomplexes in Belgrad geht zurück auf die 1840er Jahre, als das Anwesen, das den Raum des heutigen Pionierparks zusammen mit dem Devojački-Park („Jungfrauenpark“), zwischen den Straßen Kralja Milana und Kraljice Natalije, umfasst, von Stojan Simić erworben wurde. Er war eine der einflussreichsten Personen des Fürstentums Serbien, Führer des verfassungsverteidigenden Regimes und Präsident des Staatsrats.

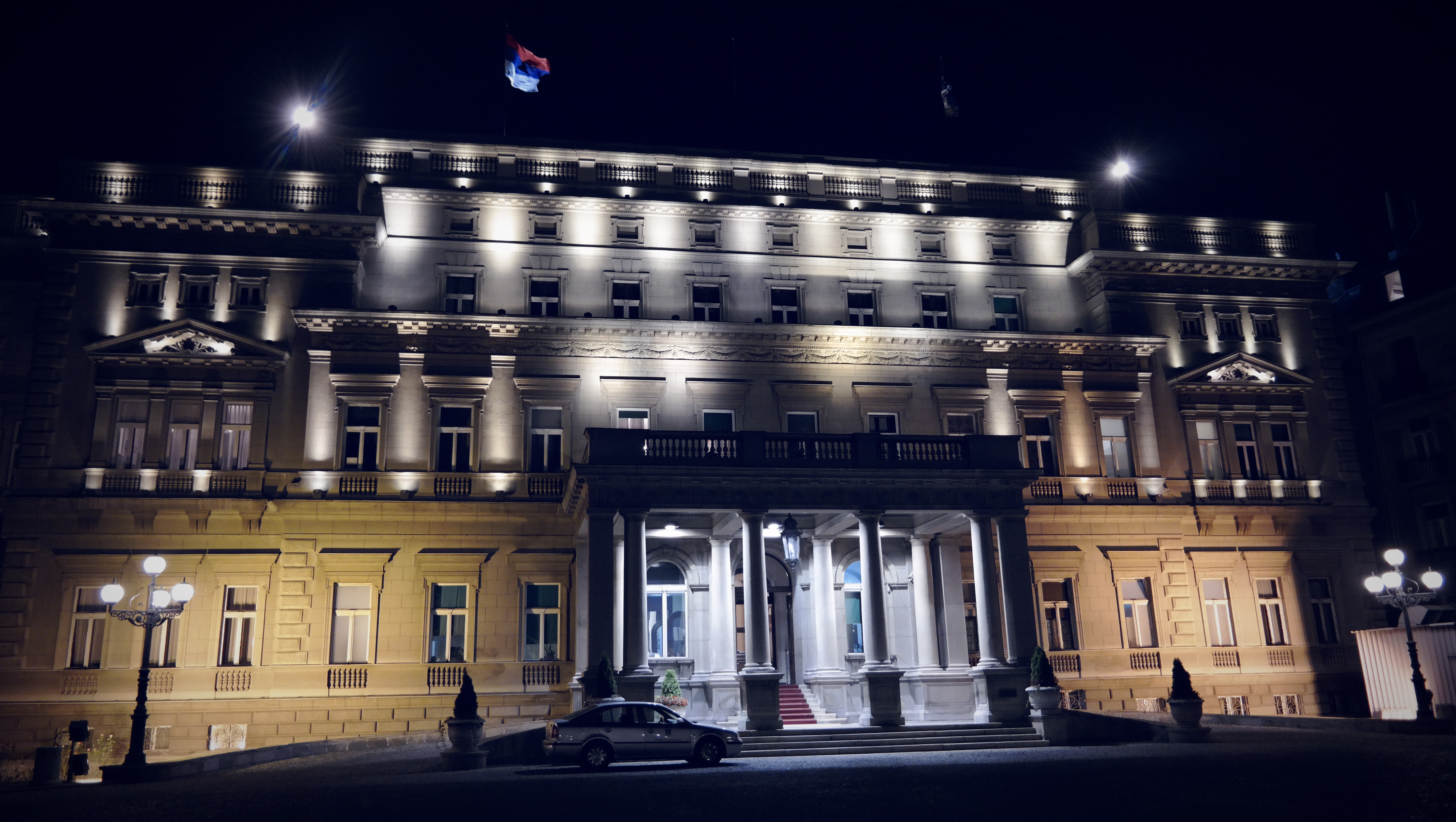
Alter Palast in der Nacht

Simić legte die Sümpfe trocken, schüttete das Gelände auf, ebnete es ein und errichtete schließlich auf der ungeraden Seite der heutigen Straße Kralja Milana von 1840 bis 1842 ein Haus, das später den Namen Alte Residenz erhielt. Der Aufkauf des Gebäudes mit Garten herum für den Zweck der Unterbringung des Fürsten Aleksandar Karađorđević 1842/43 kennzeichnete die Entstehung des ersten Palastkomplexes in Belgrad. Das Gebäude wurde für die Bedürfnisse des Fürstenpalasts detailliert umgebaut und stark vergrößert, um den Garten wurde eine Umzäunung errichtet, der übrige Sumpf ausgetrocknet und der Garten neu gestaltet. Der Umwandlung in einen repräsentativer gestalteten „traditionellen Garten“ widmete bereits die Fürstin Persida Karađorđević ihre Aufmerksamkeit. Der Palastgarten war aufgeteilt in einen „Garten“, der zur Straße Kralja Milana hin geht und den repräsentativen Teil des Palastganzen darstellt, und in einen „Park“ im hinteren Teil, der von einer Mauer umgeben ist. Im mittleren Teil des Parks  befand sich ein Becken mit der Skulptur einer jungen Frau mit einem Krug, die in Wien angefertigt wurde. Ab Mitte des 19. Jahrhunderts wurde um die Alte Residenz, als Angelpunkt des zukünftigen Komplexes, eine ganze Reihe an Gebäuden errichtet: das Kleine Schloss, der Palast des Thronfolgers (Gebäude der Innen- und Außenministerien), das Gebäude der Palastwache und ein paar Hilfsobjekte zur Straße Dvorska (heutige Straße Dragoslava Jovanovića) und den Straßen Kneza Miloša und Krunska hin. Keines der aufgezählten Gebäude ist bis heute erhalten geblieben.
Die Idee zur Umwandlung des Palastkomplexes in eine repräsentative Herrscherresidenz entstand in der Zeit, als man nach dem Berliner Kongress 1878 staatliche und territoriale Unabhängigkeit erlangte, und wurde auch zusätzlich durch die Vorbereitungen für die Ausrufung Serbiens zum Königreich 1882 angeregt. Der zukünftige Palast war nach den Vorstellungen des Architekten Aleksandar Bugarski, einem der bedeutendsten Vertreter der serbischen Baukunst vom Ende des 19. Und Anfang des 20. Jahrhunderts, Anfang der 1880er Jahre als dreigliedrige Komposition geplant. Deren zentraler Teil an der Stelle der Alten Residenz war für den Aufenthalt des Herrschers gedacht. Auf der rechten Seite der Alten Residenz war der Bau des Flügels, der für den Palast des Thronfolgers gedacht war, geplant. Der linke Flügel sollte hingegen festlichen Empfängen und diplomatischen Besuchen dienen. Von der Gesamtidee wurde nur der linke Flügel des Komplexes verwirklicht – der Alte Palast. Der Bau des rechten Flügels wurde dagegen erst drei Jahrzehnte später mit der Errichtung des Neuen Palastes – nach einem völlig anderen Projekt – durchgeführt.

## Aufbau und Stil
Der Alte Palast wurde in der Zeit von 1881 bis 1884 an der Stelle des einstigen Kleinen Schlosses des Fürsten Mihailo an der Ecke der Straßen Kralja Milana und Dvorska (heutige Dragoslava Jovanovića) erbaut. Er wurde nach dem Projekt des Architekten Aleksandar Bugarski und auf Grundlage der Vorstellungen und Anweisungen des Königs Milan Obrenović selbst verwirklicht. Um die Innengestaltung des Alten Palasts kümmerte sich eine Kommission, zu der neben dem Architekten Bugarski auch der Professor der Hochschule Mihailo Valtrović und der Maler Domenico d’Andrea zählten. Die gesamte Dekoration und die Möbel im Palast wurden in Wiener Kunstwerkstätten beschafft. Mit seinem harmonischen Verhältnis zwischen der symmetrischen Form und den akademisch gestalteten Fassaden mit prunkvoller Dekoration, die aus der Antike, dem Barock und der Renaissance stammen, spiegelt das Alte Schloss die herrschenden akademischen Stil- und Architektur-Konzepte wider und stellt die prunkvollste Herrscherresidenz, die bisher in Serbien errichtet wurde, dar.
Die Idee zur Bildung eines aufwändigeren Palastkomplexes führte dazu, dass die Fassade, die zum Palastgarten und zum geplanten rechten Flügel des Komplexes – dem Palast des Thronfolgers – hin gerichtet ist, die Bedeutung der Hauptfassade des Alten Palastes bekommen hat. Diese Fassade, ebenso wie jene zur Straße Kralja Milana, war bedeutend prächtiger als die übrigen zwei Fassadenflächen. Ihre Symmetrie wird durch die Position des Haupteingangs sowie der dreiteiligen Gliederung und der harmonischen Aufteilung der Architekturelemente – Balkon, Säulen mit ionischen und korinthischen Kapitellen, Karyatiden-Paare, dekorative Fassadenplastik und zwei Kuppeln mit Königskronen – hervorgehoben. Im Zentrum des Giebels über den Karyatiden der Fassade, die zur Straße Kralja Milana geht, wurde das neue Wappen des Königreichs Serbien angebracht. Es gilt als das erste und älteste Wappen des Königreichs, das an einem öffentlichen Gebäude angebracht wurde. Der Eckbereich des Objekts zu den Straßen Kralja Milana und Dragoslava Jovanovića wurde so gestaltet, dass er an einen Turm mit einer Kuppel, einem hohen Zacken und einem zweiköpfigen Adler an der Spitze, erinnert. Die Errichtung eines solchen Symbols weist auf die direkte Verbindung zwischen dem Bau des Palastes und der Ausrufung des Königreichs Serbien hin. Die bescheidener gestaltete Fassade zum Garten hin wird von einem seitlichen Risalit mit dreiseitiger Apsis der Palastkapelle im Obergeschoss dominiert.
Die Gestalt des Grundrisses und die Tatsache, dass das Objekt ursprünglich für die Unterbringung von Gästen der Königsfamilie und für festliche Empfänge gedacht war, haben auch die Raumverteilung in großem Maße bestimmt. Der Gestaltung der Räume widmete der Architekt Bugarski besondere Aufmerksamkeit. Das eindrucksvollste Element der Innengestaltung war der zentrale Raum – ein Wintergarten, von Sälen umgeben, aus denen der Zugang zu allen anderen Gemächern des Erd- und Obergeschosses möglich war. Der Raum hob sich durch ein Glasdach und vergoldete dekorative Plastik an den Wänden hervor und das zentrale Motiv stellte die zweiläufige Eichentreppe dar. Alle repräsentativen Räume des Palastes waren prunkvoll eingerichtet: der Festsaal, der Klaviersalon, der Gelbe Salon, der Rote Salon, das Türkische Zimmer, das Esszimmer, der Lila Salon, die Bibliothek, die Palastkapelle.

## Abriss und Sanierung
Nach dem Dynastiewechsel auf dem Herrscherthron Serbiens 1903 wurde die Alte Residenz abgerissen, und der Alte Palast wurde zur offiziellen Residenz der Dynastie Karađorđević. Da das Objekt aufgrund der Bombardierung während des Ersten Weltkriegs Schäden erlitten hatte, begann man 1921 mit den Arbeiten zur Restauration des Gebäudes. Die Kommission, die diese Arbeiten leitete, bestand aus Vertretern der Bau- und Finanzministerien, der Palastverwaltung und dem Maler Uroš Predić. Bis zum April 1922 schloss man die meisten Arbeiten ab. Erneuert wurden die vergoldeten Gipsarbeiten an den Wänden des Wintergartens und des Festsaals, und alle Räume wurden mit neuen Möbeln aus Lyon und Wien ausgestattet. Als der Neue Palast 1922 als offizielle Königsresidenz geöffnet wurde, bekam der Alte Palast seine ursprüngliche, bereits mit dem Projekt von Aleksandar Bugarski aus dem Jahr 1881, vorgesehene Aufgabe.

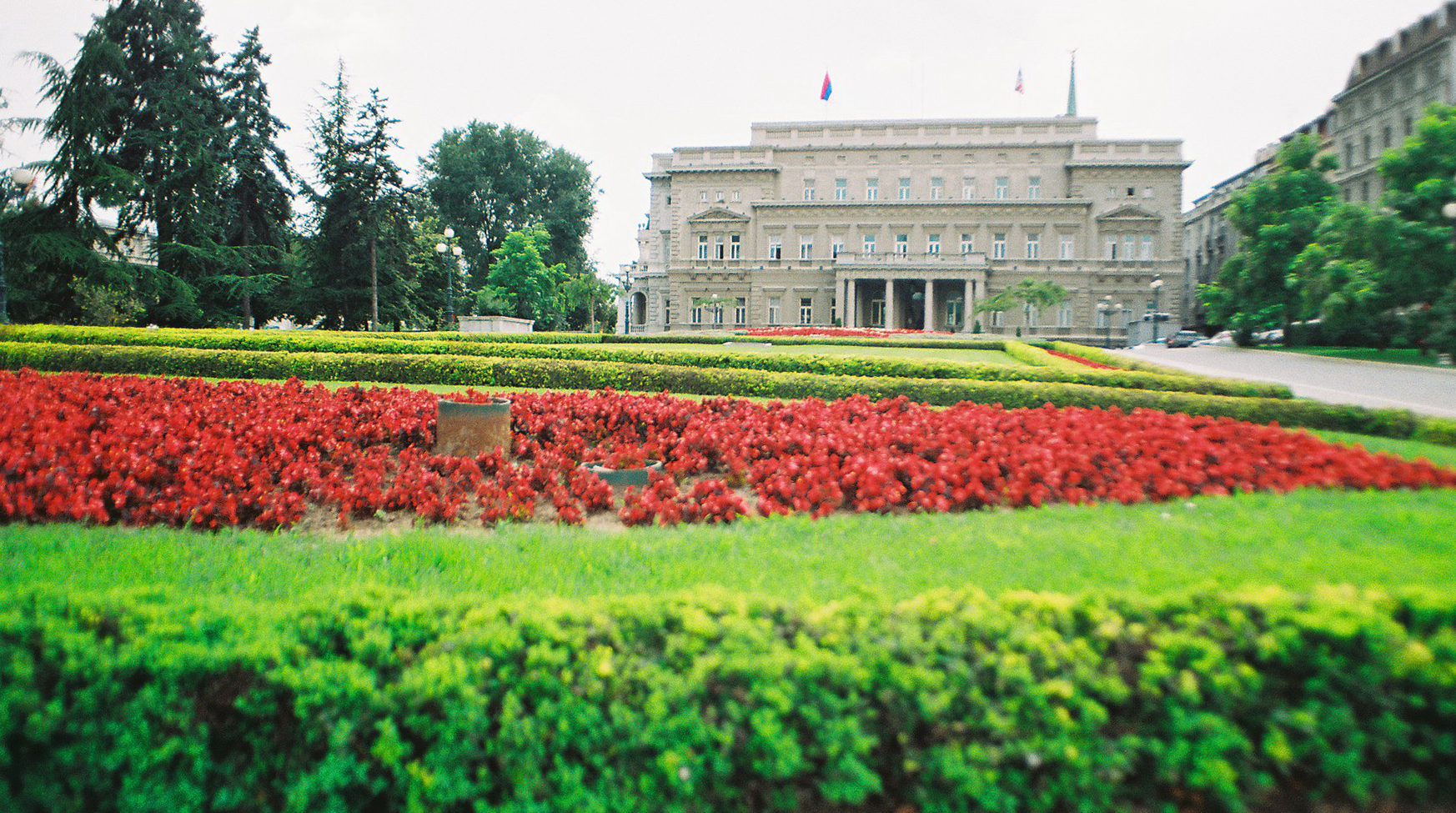
Das Gebäude des Alten Palasts im Hintergrund

Die nächste tiefgreifende Renovierung des Alten Palastes erfolgte zwischen 1930 und 1931 unter der Aufsicht des Architekten der Palastverwaltung, Dragomir Tadić. Alle Fassaden und plastischen Dekorationselemente, die ursprünglich in Mörtel angefertigt wurden, wurden durch bildhauerische und dekorative Arbeiten aus Kunststein, die unter der Aufsicht des Architekten Svetomir Lazić angefertigt wurden, ersetzt. Der Alte Palast wurde bei der Bombardierung Belgrads am 6. April 1941 schwer beschädigt. Nach der Befreiung und den gesellschaftlichen Veränderungen, die darauf folgten, bekam das alte Palastgebäude eine neue Aufgabe. Infolge der Änderungen, die während der Rekonstruktion in der Zeit von 1947 bis 1949 entstanden sind, bekam das Gebäude nicht nur eine neue Funktion, sondern auch eine völlig neue Gestaltung der Eingangspartie und der Fassade zum Boulevard Kralja Aleksandra hin nach dem Projekt des Architekten Dragiša Brašovan. Im Zuge dieser Rekonstruktion wurden auch zwei kleinere Kuppeln mit  Königskronen entfernt, und auf die renovierten Fassadenteile wurden die einstigen Königssymbole nicht wieder angebracht. Die Rekonstruktion und die Innengestaltung wurden nach dem Projekt des Architekten Aleksandar Đorđević durchgeführt. Besondere Aufmerksamkeit wurde der Gestaltung des Festsaals, der mit neuen Staats- und Republiksymbolen sowie mit Glasmalerei mit Motiven aus dem Volksbefreiungskampf verziert war, geschenkt. Außer Brašovan und Đorđević beteiligten sich auch andere heimische Architekten, darunter Bratislav Stojanović, Milan Minić, Slobodan Mihailović und Momčilo Belobrk, an der Rekonstruktion des Gebäudes.
Nach dem Zweiten Weltkrieg befanden sich im Gebäude des Alten Palasts das Präsidium der Nationalversammlung, die Regierung der Föderativen Volksrepublik Jugoslawien und der Bundesexekutivrat. Seit 1961 ist im Alten Palast die Versammlung der Stadt Belgrad untergebracht. Das Gebäude des Alten Palasts wurde 1983 zum Kulturdenkmal erklärt (Amtsblatt der Stadt Belgrad Nr. 4/83). Das Alte Palais, eines der repräsentativsten Gebäude Belgrads, stellt gemeinsam mit dem Gebäude des Neuen Palasts ein Zeugnis des ersten Palastkomplexes in Serbien unter der Herrschaft der beiden Dynastien Obrenović und Karađorđević dar.

## Galerie

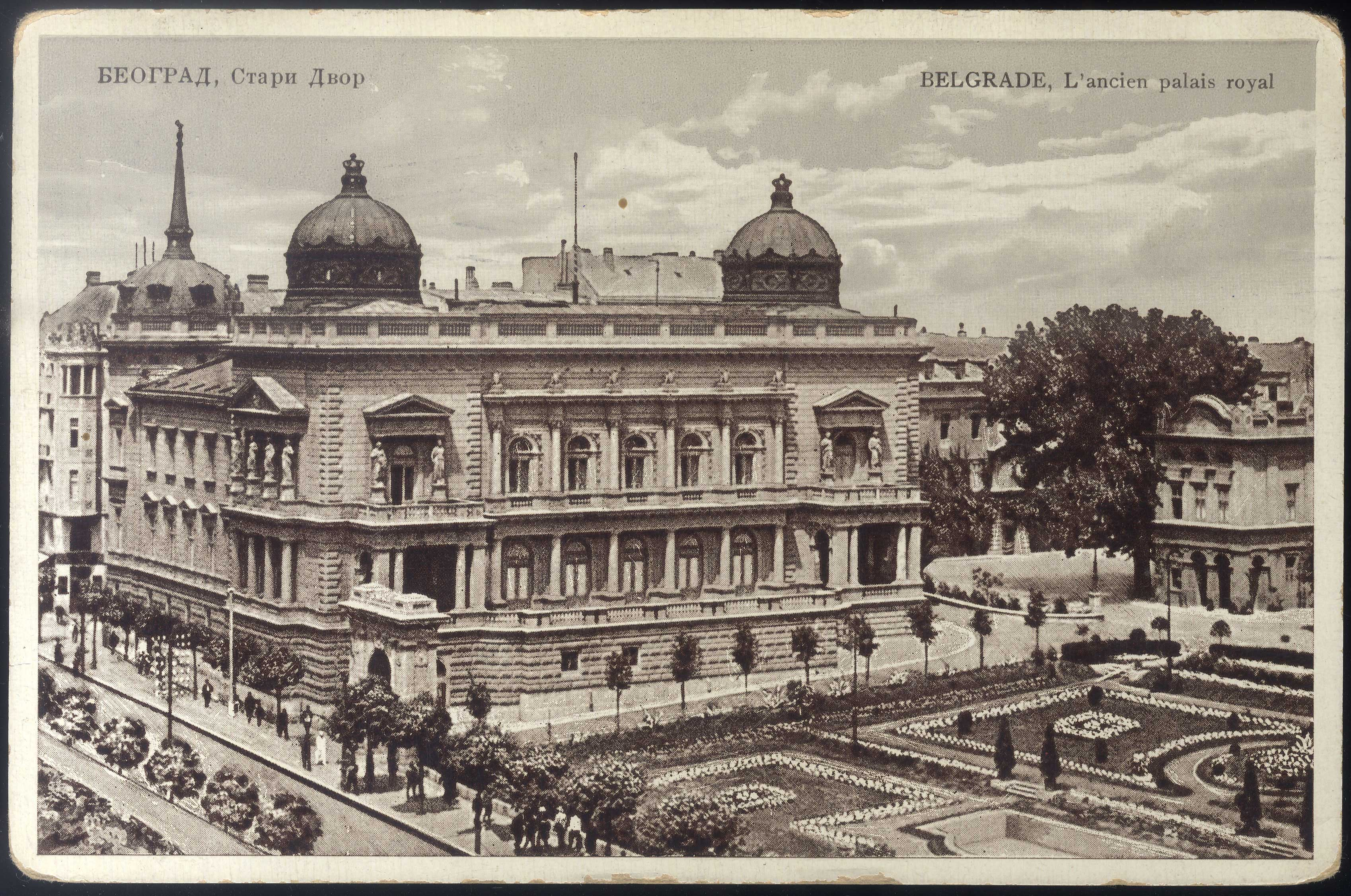
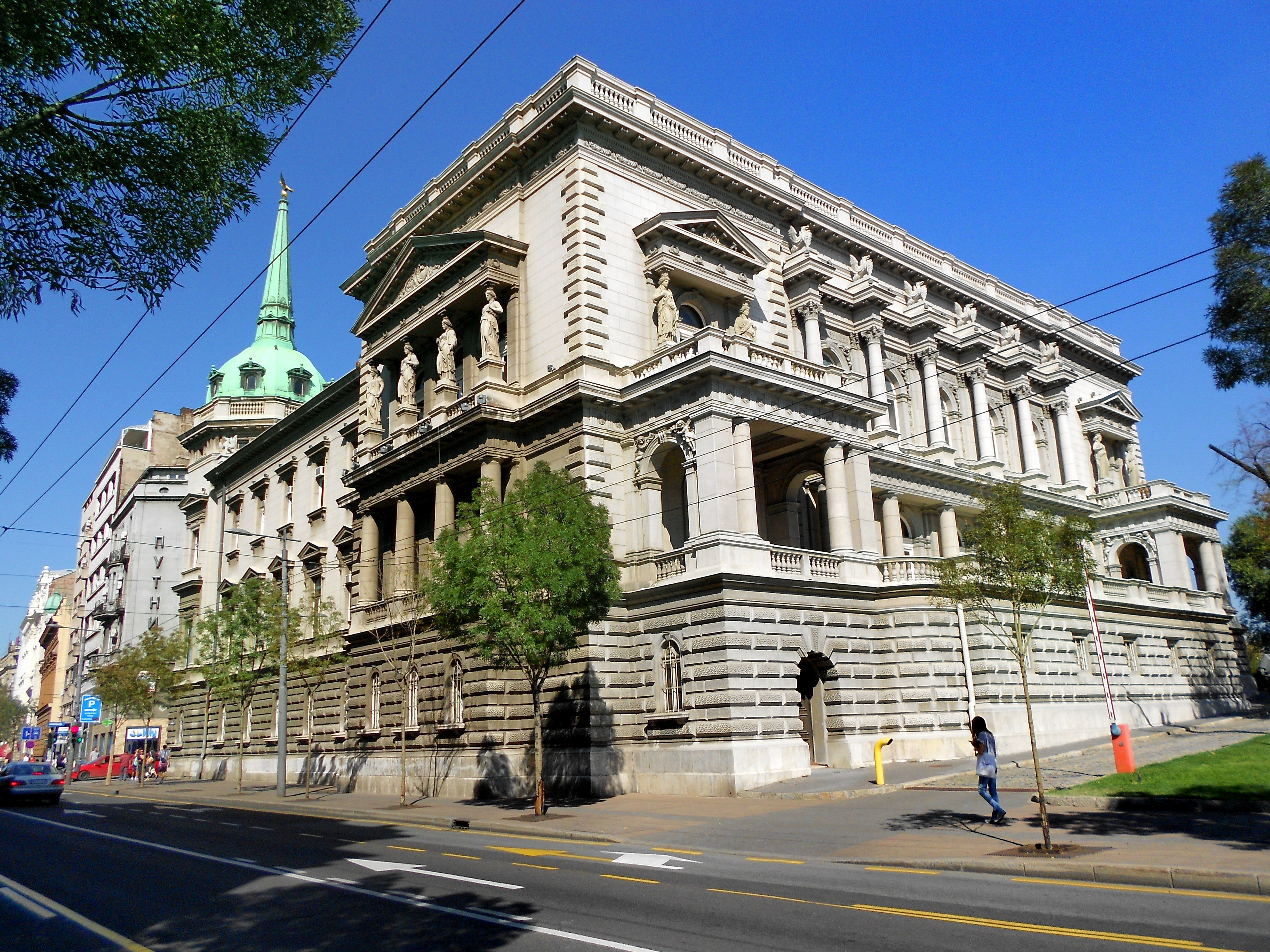
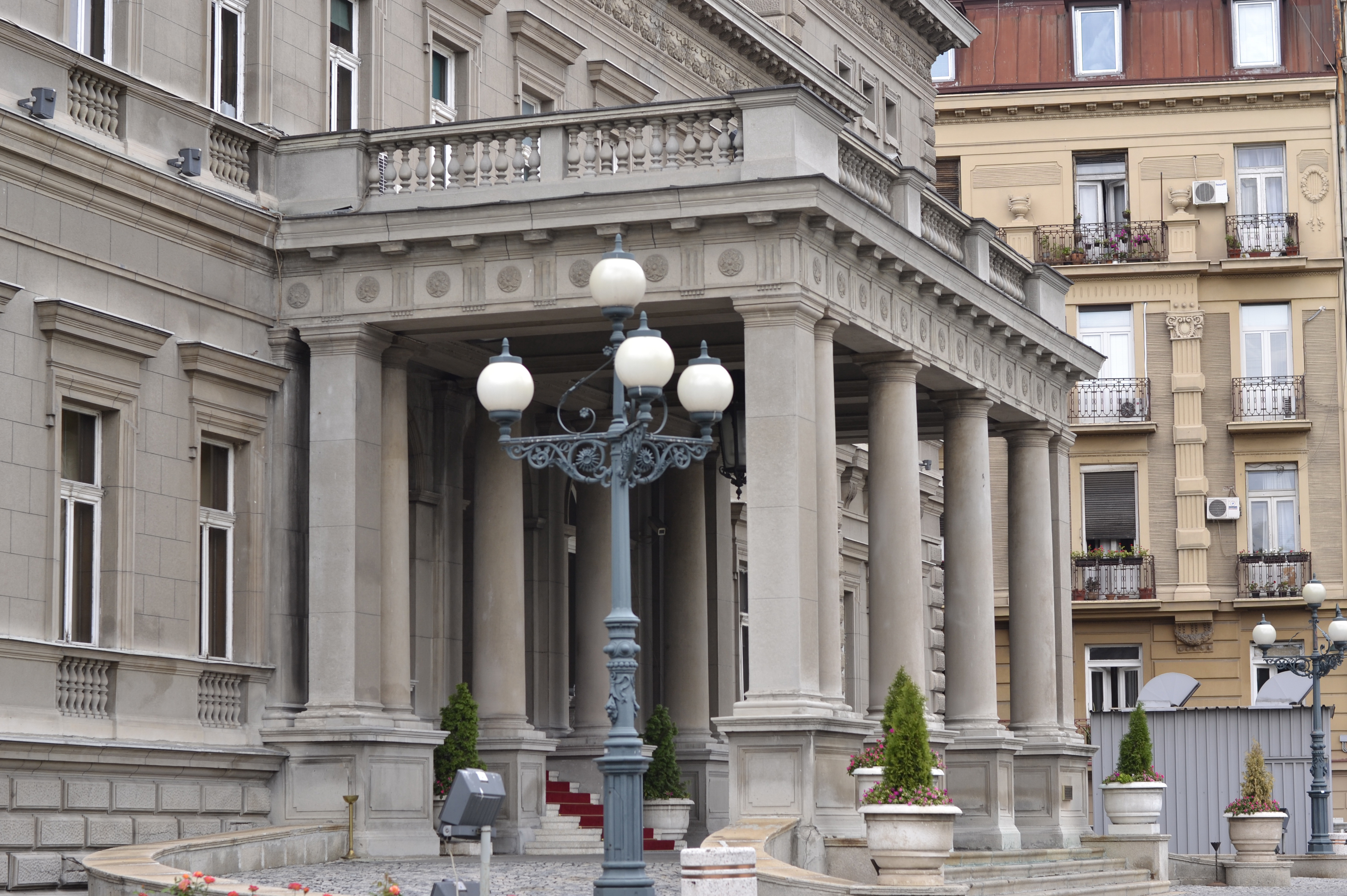